# François Lasserre
François Lasserre (* 14. September 1919 in Lausanne; † 22. Dezember 1989 ebenda) war ein Schweizer Klassischer Philologe.

## Leben
François Lasserre, der Sohn des Historikers David Lasserre, studierte Klassische Philologie an den Universitäten Lausanne und Basel. Nach Promotion (1946) und Habilitation (1950) wurde er 1974 als Nachfolger von André Rivier zum ordentlichen Professor an der Universität Lausanne ernannt. 1984 wurde er emeritiert.
Lasserre beschäftigte sich hauptsächlich mit der griechischen Literatur und ihrer neuzeitlichen Rezeption. Zu seinen Forschungsschwerpunkten gehörten griechische Mathematiker, Bühnendichter und Lyriker. Er hat mehrere Bände des Geographen Strabon in der „Collection des Universités de France, Guillaume Budé“ herausgegeben.